# Apobletes planidorsus
Apobletes planidorsus är en skalbaggsart som beskrevs av Heinrich Bickhardt 1912. Apobletes planidorsus ingår i släktet Apobletes och familjen stumpbaggar. Inga underarter finns listade i Catalogue of Life.